# Ecclisomyia bilera
Ecclisomyia bilera là một loài Trichoptera trong họ Limnephilidae. Chúng phân bố ở miền Tân bắc.